# Strathbogie
Strathbogie är en kommun i Australien. Den ligger i delstaten Victoria, omkring 130 kilometer norr om delstatshuvudstaden Melbourne. Antalet invånare var 10 274 vid folkräkningen 2016.
Följande samhällen finns i Strathbogie:
- Avenel